# Agave vilmoriniana
Agave vilmoriniana A.Berger è una pianta succulenta della famiglia Asparagaceae, originaria del Messico nord-occidentale. Si distingue dalle altre specie principalmente per l'aspetto delle sue foglie, arcuate e relativamente morbide rispetto alla maggior parte delle agavi.

## Etimologia
Il nome vilmoriniana fu coniato da Alwin Berger che riporta ''…in onore di M. Maurice de Vilmorin… nel cui giardino a Venefres ho trovato per la prima volta quest'Agave."
Nella regione di Sonora è nota come amole.
Negli U.S.A. viene chiamata Octopus agave (Agave polipo) per l'aspetto caratteristico delle foglie e per il suo portamento.

## Descrizione
A. vilmoriniana presenta foglie morbide, graziosamente arcuate, strette (7–10 cm) e lunghe fino a 1,80 m; le foglie non presentano spine o denti laterali evidenti, ma solo una lieve seghettatura percepibile quasi solo al tatto. La spina apicale è assente.
La pianta adulta può raggiungere un diametro di 2 metri ed un'altezza totale fino ad 1 m.
La quasi totalità delle agavi raggiunge la maturità solo una volta, generando uno scapo fiorifero di dimensioni molto grandi relativamente alla pianta; dopo di ciò la pianta muore.
Lo scapo fiorifero d di A. vilmoriniana è alto 3-5 metri, con i fiori posti direttamente sul fusto dall'altezza di 1–2 m; sullo stesso fusto insieme ai fiori si formano anche piantine (impropriamente bulbilli), con densità variabile. La pianta muore pochi mesi dopo la fioritura. Questa specie non produce polloni basali o stoloniferi.
I bulbilli radicano già sullo scapo e resistono a lungo, in attesa di raggiungere il suolo con la caduta naturale dello stelo; se raccolti e posti in vaso o terra attecchiscono e crescono rapidamente, grazie alle migliori condizioni colturali.

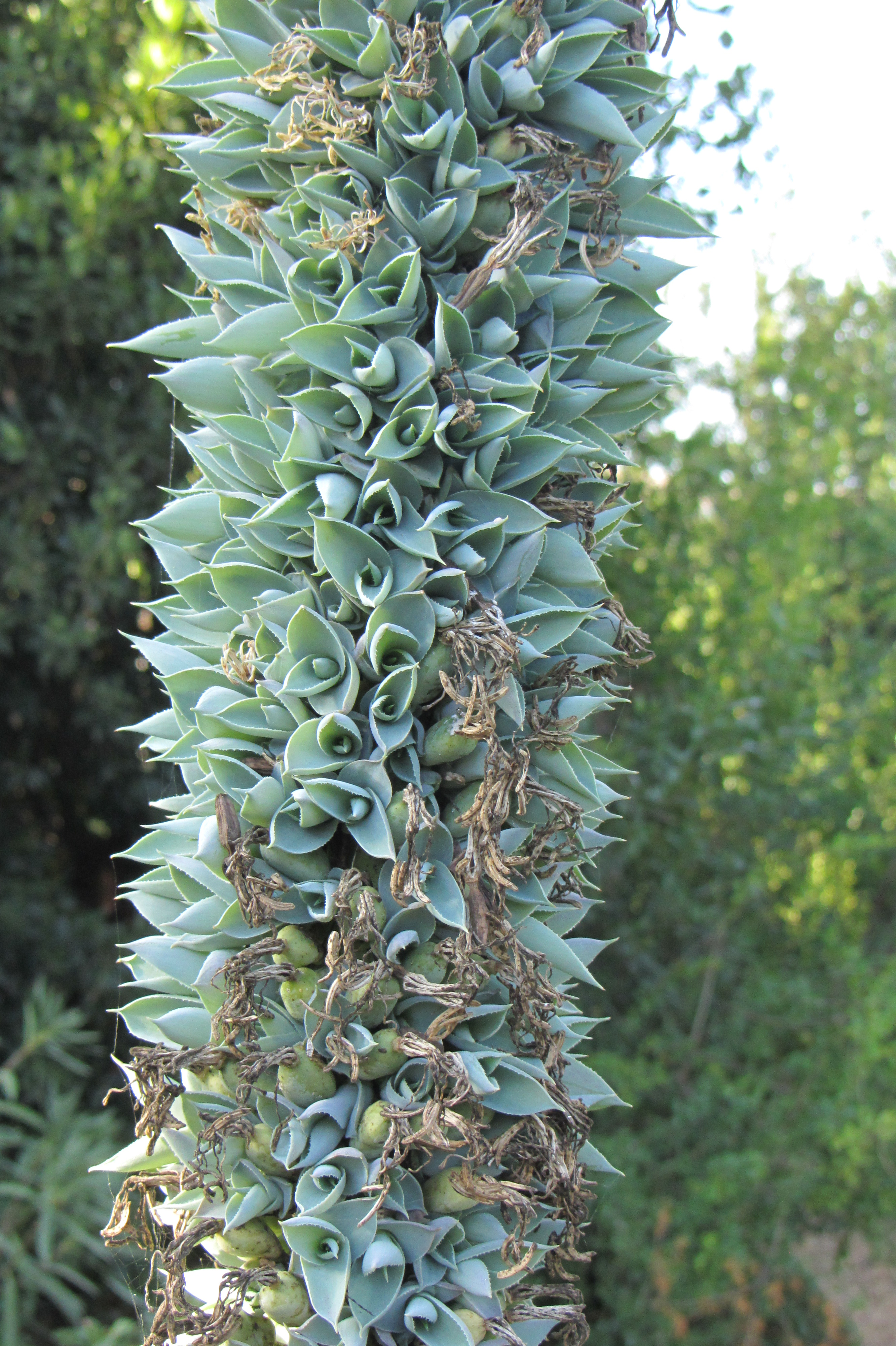
Agave vilmoriniana - Piantine sullo scapo fiorifero

## Distribuzione e habitat
Originaria dell'attuale Messico, come la grande maggioranza delle agavi, è localizzata naturalmente nell'area tra gli stati Sonora meridionale, attraverso Jalisco e Sinaloa, fino a Durango e Aguascalientes.
Habitat tipico sono le rupi vulcaniche, anche molto scoscese ad un'altitudine di 600-1.700 metri, riuscendo a vivere a temperature fino a -5 °C.

## Tassonomia
La prima registrazione di esemplari di A. vilmoriniana è stata effettuata da Joseph Nelson Rose nel 1899 vicino a Guadalajara. Il nome le fu poi dato dal Berger nel 1913 su esemplari raccolti da L. Diguet e da lui studiati nel Jardin des Plantes a Parigi.

## Usi
L'A. vilmoriniana possiede tra maggiori contenuti di sapogenina tra le agavi, fino al 3-4,5 % della foglia secca, ed è utilizzata per lavare abiti e altri tessuti. Per questa caratteristica le foglie basali seccate dopo la fioritura sono tagliate a 15–20 cm sopra la base; le fibre della parte inferiore vengono esposte battendole con una pietra e formando così una spazzola naturale con sapone incorporato, che forma schiuma e pulisce spazzolando. Almeno fino al 1982 è riportato che queste "spazzole" venivano ancora vendute nei mercati locali.